# NGC 6043
NGC 6043 هي مجرة تتبع كوكبة الجاثي. اكتشفها لويس سويفت في 9 يوليو 1886.

## روابط خارجية
- NGC 6043 على موقع ويكي سكاي: DSS2, SDSS, GALEX, IRAS, Hydrogen α, X-Ray, Astrophoto, Sky Map, Articles and images